# 1111
1111（千百十一、一一一一、せんひゃくじゅういち）は自然数、また整数において、1110の次で1112の前の数である。

## 性質
- 1111は合成数であり、約数は1, 11, 101, 1111である。
  - 約数の和は1224。
- 324番目の半素数である。1つ前は1101、次は1114。
- 51番目のスミス数であり、1111 = 11 × 101、1 + 1 + 1 + 1 = 1 + 1 + 1 + 0 + 1 となる。1つ前は1086、次は1165。
- 111番目の回文数である。1つ前は1001、次は1221。
  - 一桁の数を除くと101番目の回文数である。
  - 1が4つ並ぶゾロ目である。1つ前は999、次は2222。(オンライン整数列大辞典の数列 A014181)
  - 11112 = 1234321 もまた回文数である。
    - 回文数の平方数が回文数になる12番目の数である。1つ前は1001、次は2002。(オンライン整数列大辞典の数列 A057135)
- 1/1111 = 0.0009… (下線部は循環節で長さは4)
  - 逆数が循環小数になる数で循環節が4になる10番目の数である。1つ前は1010、次は1212。(オンライン整数列大辞典の数列 A069858)
- 1111 = 100 + 101 + 102 + 103
  - 10の累乗和とみたとき1つ前は111、次は11111。(オンライン整数列大辞典の数列 A002275)
    - 1111 = 104 − 1/10 − 1

  - a = 10 のときの a0 + a1 + a2 + a3 の値とみたとき1つ前は820、次は1464。
- 各位の和が4になる21番目の数である。1つ前は1102、次は1120。
  - 各位の和が桁数に等しくなる15番目の数である。1つ前は1102、次は1120。(オンライン整数列大辞典の数列 A061384)
- 各位の平方和が平方数になる80番目の数である。1つ前は1084、次は1135。(オンライン整数列大辞典の数列 A175396)
  - 各位の和と各位の平方和が両方とも平方数になる11番目の数である。1つ前は1000、次は1177。(オンライン整数列大辞典の数列 A197125)
- 各位の立方和が4になる最小の数である。次は10111。(オンライン整数列大辞典の数列 A055012)
  - 各位の立方和が n になる最小の数である。1つ前の3は111、次の5は11111。(オンライン整数列大辞典の数列 A165370)
  - 各位の和も各位の平方和も各位の立方和も平方数になる11番目の数である。1つ前は1000、次は1224。(オンライン整数列大辞典の数列 197129)
- 各位の積が1になる4番目の数である。1つ前は111、次は11111。(オンライン整数列大辞典の数列 A000042)
  - 4番目のレピュニットR4 (全ての桁の数字が1である数) である。偶数番目のレピュニットは必ず11の倍数である。
- 同じ数を2つ並べてできる11番目の数である。1つ前は1010、次は1212。(オンライン整数列大辞典の数列 A020338)
- 1111 = 64 − 63 + 62 − 61 + 60
  - n = 6 のときの n4 − n3 + n2 − n1 + 1 の値とみたとき1つ前は521、次は2101。(オンライン整数列大辞典の数列 A060884)
  - 1111 = 1 − 6 + 62 − 63 + 64
    - 初項 1、公比 −6 の等比数列の和とみたとき1つ前は−185、次は−6665。(オンライン整数列大辞典の数列 A014987)
    - 1111 = 65 + 1/6 + 1

## その他 1111 に関連すること
- 西暦1111年
- 発着信試験用電話番号（他111、1112～1119）
- 1111人力銀行（中国語版）は、台湾の就職情報会社。
- 安倍なつみのシャ乱Q女性ロックボーカリストオーディションでのオーディション番号が1111だった。
- 四桁のパスワードとして「1111」が安易に使用されることがある。安全上の観点からこのようなパスワードを設定することは危険である。
- ゲーム『スーパーボンバーマン2』のパスワード画面で「1111」と入力すると、多くのアイテムを装備した状態でステージ1からゲームを再開できる裏技が存在する。
- 1.1.1.1 はCloudFlare社が運営するパブリックDNSサービス。
- 11月11日は1が唯一4つ揃うゾロ目の日であり、数多くの企業やメーカーが記念日として呼ぶことが多い。11月11日を参照。